# Ebbe Kornerup
Ebbe Erland Kornerup (ur. 20 lutego 1874 w Roskilde, zm. 6 maja 1957 w Kopenhadze) – duński artysta malarz, podróżnik i pisarz.

## Życiorys

### Młodość i lata studenckie
Ebbe Kornerup przyszedł na świat w rodzinie znanego duńskiego malarza Jacoba Kornerupa. Jego matką była Augusta Kornerup z d. Madsen. Został ochrzczony w katedrze w Roskilde 7 czerwca 1874. Wychowywał się w domu o tradycjach artystycznych, kultywowanych przez obojga rodziców. Po zdaniu matury w lokalnej szkole średniej w Roskilde, młody Ebbe postanowił wzorem ojca zostać malarzem artystą. Ojciec zdecydował jednak wysłać syna na naukę jakiejś praktycznej profesji, zanim ten wstąpi na drogę kariery artystycznej. W taki sposób przyszły artysta malarz rozpoczął naukę w szkole technicznej i terminował u mistrza malarskiego w Kopenhadze, co w przyszłości miało okazać się mu pomocne, kiedy był zmuszony do pracy dorywczej podczas swoich zamorskich podróży. Po wyuczeniu się praktycznego zawodu, Kornerup rozpoczął naukę w szkole dla malarzy-artystów u Zartmanna i Willumsena w Kopenhadze. W czasie czteroletnich studiów malarskich, które kilkakrotnie przerywał, nawiązał przyjaźnie z wieloma młodymi adeptami sztuki malarskiej.

### Podróżnik
W 1898 dwudziestoczteroletni Ebbe Kornerup na serio rozpoczął okres swoich wielkich podróży, który trwał do końca jego życia. Wcześniej odwiedził jedynie Szwecję. W podróżach, które odbywał, znajdował nie tylko przyjemność z poznawania nieznanych zakątków, ale także czerpał inspirację do swoich obrazów oraz książek podróżniczych. Jego pierwsza większa podróż zagraniczna poprowadziła do Saksonii. Następna, w 1900, wiodła po Niemczech, Holandii, Belgii, Anglii i Francji. W marcu 1902 artysta udał się w kolejną wyprawę, tym razem na Daleki Wschód. Wypłynął statkiem z Włoch, wcześniej odwiedzając Genuę, Wenecję, Weronę, Florencję i Mediolan. Poprzez Port Said, Aden, Bombaj, Cejlon i Singapur dostał się do Hongkongu. Po powrocie do Włoch wysiadł w Neapolu i udał się na Ischię, która stała się jego ulubionym miejscem pobytu. W grudniu tego samego roku Kornerup wyjechał na Sycylię, a następnie udał się do Tunisu. Zimę spędził na południu kraju, w oazie Kabis. Pasja poznawania świata powiodła go w 1906 do Ameryki. Podróż ta trwała niemal dwa lata. Oprócz USA Kornerup zwiedził Kubę, Panamę i Jamajkę. Podczas wyprawy do Ameryki artyście przydała się praktyczna znajomość rzemiosła malarskiego, wyuczonego z insystencji ojca: Kornerup znalazł się w kłopotach finansowych i zmuszony był do podjęcia pracy fizycznej, m.in. jako malarz, pomywacz naczyń i doker w Nowym Jorku.
Po powrocie do domu w lipcu 1907 nie zagrzał długo miejsca w Danii i jesienią tego samego roku wyprawił się w kolejną podróż przez Hiszpanię do Afryki Północnej i na Saharę. W marcu 1909 popłynął do Ameryki, którą przejechał wzdłuż i wszerz, pisząc jednocześnie swoją kolejną książkę o Algierii, Tunezji i Libii. Do Danii powrócił w grudniu 1910 po ponad trzechletniej nieobecności. Kolejna wielka wyprawa Kornerupa miała miejsce w latach 1913-1915 i prowadziła do Azji (Japonia, Chiny, Filipiny), Australii i na wyspy Pacyfiku (Tahiti, Markizy), gdzie poszukiwał inspiracji do swoich kolejnych obrazów i książek. Szczególnie jego pobyt na Tahiti znalazł odbicie w wielu pracach artysty z tego okresu. Z Oceanii udał się do USA, a stamtąd rozpoczął wielką podróż po Ameryce Środkowej i Południowej. W październiku 1916 Kornerup powrócił do kraju via Islandia, unikając po drodze niebezpieczeństw w toczącej się wojnie morskiej między Ententą i państwami centralnymi. W kolejnych latach, ze względu na trwającą wojnę, Kornerup odbywał jedynie mniejsze podróże: do Norwegii, Islandii, na Wyspy Owcze i do Niemiec. Po zakończeniu działań wojennych i stabilizacji sytuacji politycznej, podjął kolejną wielką wyprawę: w 1921 udał się w trzyletnią podróż do Grecji, a stamtąd dalej do Palestyny, Indii (skąd wyprawił się w Himalaje), Birmy i Syjamu. Resztę lat międzywojennych Kornerup spędził głównie na europejskich podróżach (szczególnie po Włoszech i Hiszpanii) oraz na pisaniu książek. W latach 30. znalazł jednak sposobność do kolejnej ekspedycji do Afryki Północnej i Egiptu, a w latach 1937-1939 także do Maroka, Mauretanii, Gambii, na Wyspy Kanaryjskie i Maderę. Wybuch II wojny światowej zmusił go do powrotu do Danii (grudzień 1939), gdzie spędził resztę wojny. Nie mogąc podróżować skoncentrował się na wygłaszaniu odczytów o podróżach, malowaniu, pisaniu i redagowaniu wcześniejszych edycji swoich książek podróżniczych. W okresie powojennym artysta odwiedził kilkakrotnie Hiszpanię i Teneryfę (1947, 1948), oraz Włochy (1951). W ostatnią podróż udał się na Wyspy Kanaryjskie (1951/1952), mając 77 lat. Sam artysta tak wypowiedział się o swoim pełnym podróży życiu:

Właściwe to ja nie podróżuję, lecz po prostu mieszkam w różnych krajach.

### Malarz
Pasje malarskie przeplatały się u Kornerupa bardzo mocno z jego pasjami literackimi. Kornerup wyrósł w rodzinie o silnych tradycjach artystycznych i z rodzinnego domu wyniósł zainteresowanie malarstwem i zamiłowanie do estetyki. Po ojcu odziedziczył także zdolności malarskie, które uwidoczniły się już w jego pierwszych pracach, głównie portretach, które malował w początkowym okresie swej kariery twórczej. Na szczególną uwagę zasługuje tutaj Portret młodego mężczyzny w bieli (1916), który zachwyca niezwykłym wyczuciem estetyki i kolorystyki, wyraźnie wyróżniając się na tle innych prac Kornerupa. Podobnie intrygujące są portrety tahitańskich kobiet, nieco może wywołujące odległe skojarzenia z malarstwem Gauguina, który przed Kornerupem obrał sobie Tahiti za miejsce zamieszkania i twórczej pracy. Olbrzymi wpływ na zainteresowania malarskie Kornerupa wywarły jego liczne podróże, z których czerpał natchnienie do kolejnych obrazów. W okresie późniejszym artysta zajął się malowaniem pejzaży i częściowo, podobnie jak jego ojciec, architektury. Szczególnie obecne w jego malarstwie krajobrazowym i architektonicznym są echa licznych wypraw artysty do krajów śródziemnomorskich i Afryki Północnej. Poza malarstwem Kornerup znany jest także jako projektant ekslibrisów, a nawet jako rzeźbiarz: zaprojektował nagrobek swoich rodziców na cmentarzu Østre Kirkegård w Roskilde, zwieńczony pełnym wyrazu drzewem życia, dyskretnie układającym się w krzyż. Prace Korneupa wystawiane były wielokrotnie na wernisażach w Kopenhadze (1893, 1908, 1916, 1917, 1919, 1936), a także na wystawie retrospekcyjnej w jego rodzinnym mieście Roskilde w 1983.

### Pisarz
Spuścizna literacka Ebbe Kornerupa obejmuje kilkanaście książek podróżniczych zawierających opis przeżyć artysty z poszczególnych krajów i regionów świata, które dane mu było zwiedzić. Pierwszymi czytelnikami, którzy zapoznali się z manuskryptem debiutanckiej książki Kornerupa, byli jego przyjaciele Thøger i Thyra Larsen, którzy przyjęli ją entuzjastycznie. Podobnie książki artysty przyjęli duńscy wydawcy, a następnie czytelnicy. Z uznaniem o jego pisarstwie wypowiedział się nawet norweski noblista, Knut Hamsun, którego zachwyciły ”Upalne strefy: Egipt”. Także inni współcześni Kornerupowi literaci i krytycy wypowiadali się z uznaniem o jego pisarstwie, np. Gustav Wied, który nazwał Kornerupa ”duńskim Pierre'em Lotim”. Styl Kornerupa komplementował jeden z duńskich krytyków pisząc:

Barwne, na wpół estetyczne, na wpół etnograficzne obrazy egzotycznych krain.

W 1915 w Australii Kornerup poznał Jacka Londona, z którym dzielił wiele zainteresowań, nie tylko literackich, ale także podróżniczych, i pociąg do wielkiej przygody. Obaj przypadli sobie do gustu, postanawiając udać się razem w podróż na Tahiti, do czego jednak nie doszło ze względu na przedwczesną śmierć Londona. W wiele lat później Kornerup poświęcił Jackowi Londonowi swoją ostatnią książkę pt. Jack Sømand ("Jack Żeglarz"), w której opisał postać amerykańskiego pisarza i jego barwne życie. Z perspektywy czasu książki Kornerupa straciły nieco na egzotyczności i nie są obecnie tak popularne jak niegdyś, kiedy na dalekie podróże mogli sobie pozwolić jedynie nieliczni. Są one jednak nadal interesującym, historycznym obrazem świata jaki istniał w czasach Kornerupa, świata, który odszedł już na dobre.

### Życie prywatne
W wieku 51 lat Ebbe Kornerup poślubił 9 marca 1925 w kopenhaskim ratuszu Adę Camillę Hagen (ur. 1882), córkę kompozytora Sofusa Hagena. Małżeństwo to, z którego nie było potomstwa, rozpadło się. Ebbe Kornerup zmarł 8 maja 1957 i został pochowany w grobowcu rodziców na cmentarzu Østre Kirkegård w Roskilde.

## Wybrane dzieła[9]

### Malarstwo
Prace Ebbe Kornerupa znajdują się w większości w zbiorach prywatnych. Nieliczne posiada Muzeum Sztuki w Roskilde (Palæsamlingerne):
- Portret chłopca (Båstad ok. 1900, olej)
- Chińczyk przy grobie ojca (1905, olej)
- Ouargla (Tunis 1909, akwarela)
- Portret ojca (Jacoba Kornerupa, 1913, olej)
- Autoportret (1914, olej na drewnie)
- Japończyk (ok. 1914, olej)
- Australijski marynarz (1914, olej)
- Skaut (1914, olej)
- Toni (Tahiti 1915, olej)
- Dwaj bracia (Tahiti 1915, olej)
- Dwie siostry (Tahiti 1915, olej)
- Kobieta z Tahiti (Tahiti 1915, olej)
- Mężczyźni z Tahiti (1915, olej)
- Portret młodego mężczyzny w bieli (1916, olej)
- Portret młodego rybaka (1916, olej)
- Porto d’Ischia (1930, olej)
- Tanger (1934, olej)
- Propyleje na Akropolu (Ateny 1934, olej)
- Świątynia w Luksorze (1935, olej)
- Tunis, białe miasto (1936)
- Młody Arab (Tunis 1938, akwarela)
- Widok Wezuwiusza (1938, olej)
- Rynek w Kabis (1939, olej)
- Chłopcy na plaży (1944, olej)
- Teneryfa (1948, olej).

### Literatura
- Hede Zoner. Ægypten (Upalne strefy: Egipt, 1909)
- Khadia. Indien (Khadia. Indie, 1912)
- Araber. Sahara (Arabowie. Sahara, 1913)
- Sydhavs-øen. Tahitibogen (Wyspa na Pacyfiku. Księga Tahiti, 1917)
- Australia (1919)
- Ecuador (Ekwador, 1919)
- Peru (1920)
- Filippinerne, (Filipiny, 1921)
- Nye Japan (Nowa Japonia, 1922)
- Latin Amerika (Ameryka Łacińska, 1926)
- Siam (Syjam, 1928)
- Thøger Larsen (1928)
- Birma (1934)
- Jack Sømand (Jack Żeglarz, 1957).